# Grå uldabe
Den grå uldabe (Lagothrix cana) er en art i slægten uldaber blandt vestaberne. Den lever i uberørt regnskov, gerne nær vand, og er udbredt i Brasilien, Peru og Bolivia i Sydamerika.

## Beskrivelse
Den grå uldabe er grå med sorte pletter. Pelsen er tyk og meget tæt. Kroppen er kompakt med et kraftigt skulderparti og kraftige hofter. Den lange og tykke hale anvendes som en femte arm. Panden er høj og hjernekassen temmelig stor. Kropslængden er 50-65 centimeter og halen lidt længere.
Den lever i blandede grupper, der har et dominanshierarki baseret på individernes alder. Det er dyr, der udviser meget lidt aggressivitet, selv over for andre grupper.